# Hyppa juncta
Hyppa juncta là một loài bướm đêm trong họ Noctuidae.